# Bálago
El bálago es la paja larga de los cereales después de quitarles el grano. Históricamente ha sido uno de los materiales más antiguos en la fabricación de papel. Actualmente es una fuente importante de fibras en países en vías de desarrollo en donde la disponibilidad de la madera es extremadamente limitada. Sus principales inconvenientes, que limitan su uso por las grandes industrias en los países desarrollados, son: fibras cortas, abundancia de elementos cortos no fibrosos, drenaje lento en la máquina de papel, alto contenido en cenizas (sílice), dificultad de recuperación de las lejías residuales de cocción, etc. El papel fabricado con paja suele ser denso, rígido, con poca opacidad y con un carteo duro. Se suele usar extensivamente en papel para ondular.